# موزه ملی هنر مدرن
موزه ملی هنر مدرن (فرانسوی: Musée National d'Art Moderne‎) موزه ملی فرانسه برای هنر مدرن است. این موزه در پاریس واقع شده و در مرکز ژرژ پمپیدو قرار دارد. این موزه، در میان پربازدیدترین موزه‌های جهان قرار دارد و یکی از بزرگ‌ترین مجموعه‌های مربوط به هنر مدرن و هنر معاصر است (دومین موزه پس از موزه هنر مدرن نیویورک.) این مجموعه، بیش از ۱۰۰ هزار اثر از ۶۴۰۰ هنرمند از ۹۰ کشور را از زمان سبک فوویسم (۱۹۰۵)، در خود جای داده است. این آثار شامل نقاشی، مجسمه، طرح، چاپ، عکس، سینما، معماری و طراحی می‌شوند. بخشی از این مجموعه، به صورت دوسالانه در فضایی بالغ بر ۱۸۵۰۰ مترمربع در دوطبقه، به نمایش درمی‌آیند؛ یک طبقه به هنر مدرن (از ۱۰۹۵ تا ‍۱۹۶۰ در طبقه پنجم) و دیگری، به هنر معاصر (از ۱۹۶۰ تاکنون و در طبقه چهارم) اختصاص دارد. ۵ سالن نمایش دیگر، بالغ بر ۲۸۰۰۰ مترمربع به موزه اختصاص دارد. آتلیه کنستانتین برانکوشی در ساختمانی مجاور مرکز پمپیدو واقع است.

## نگارخانه

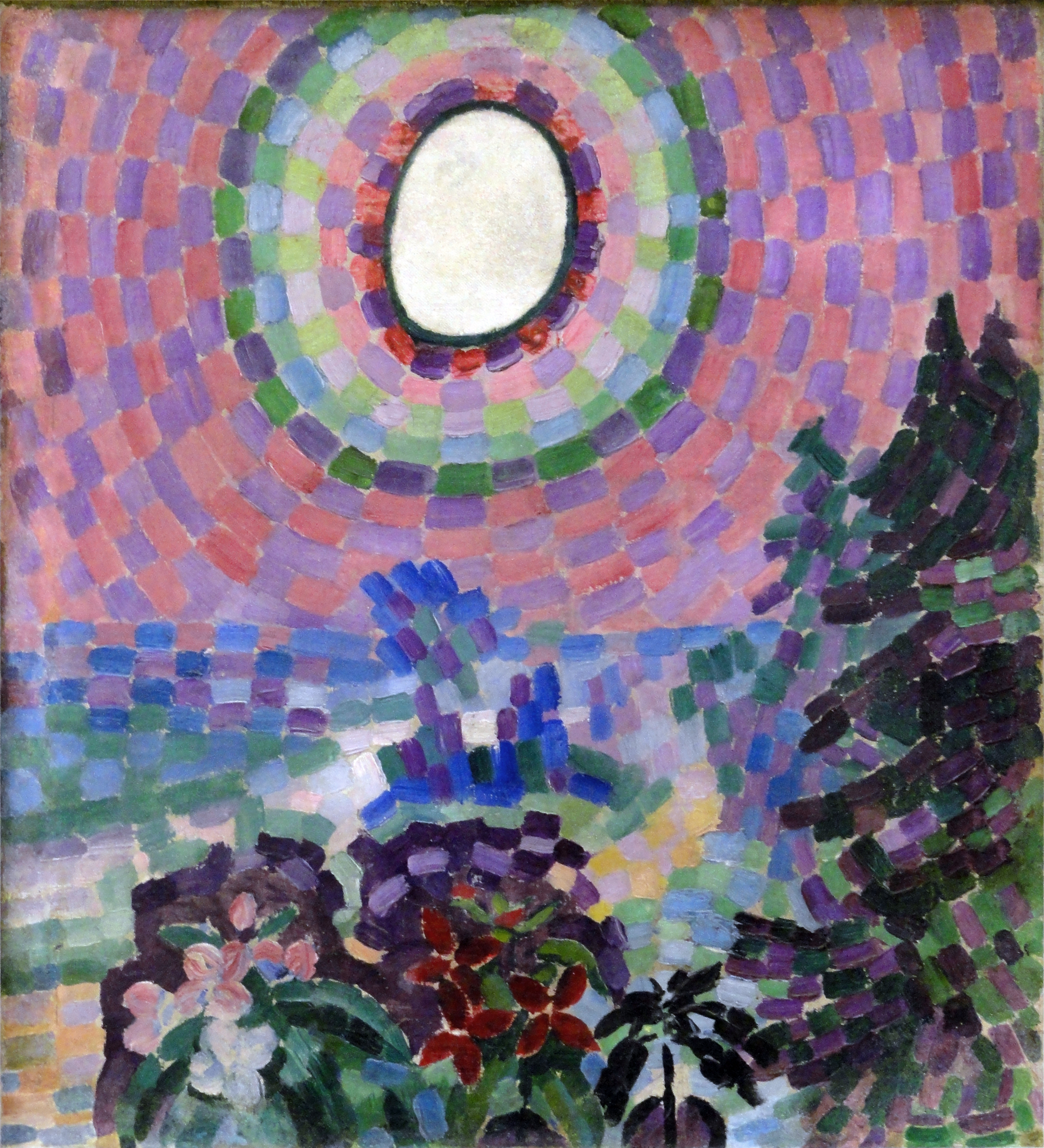
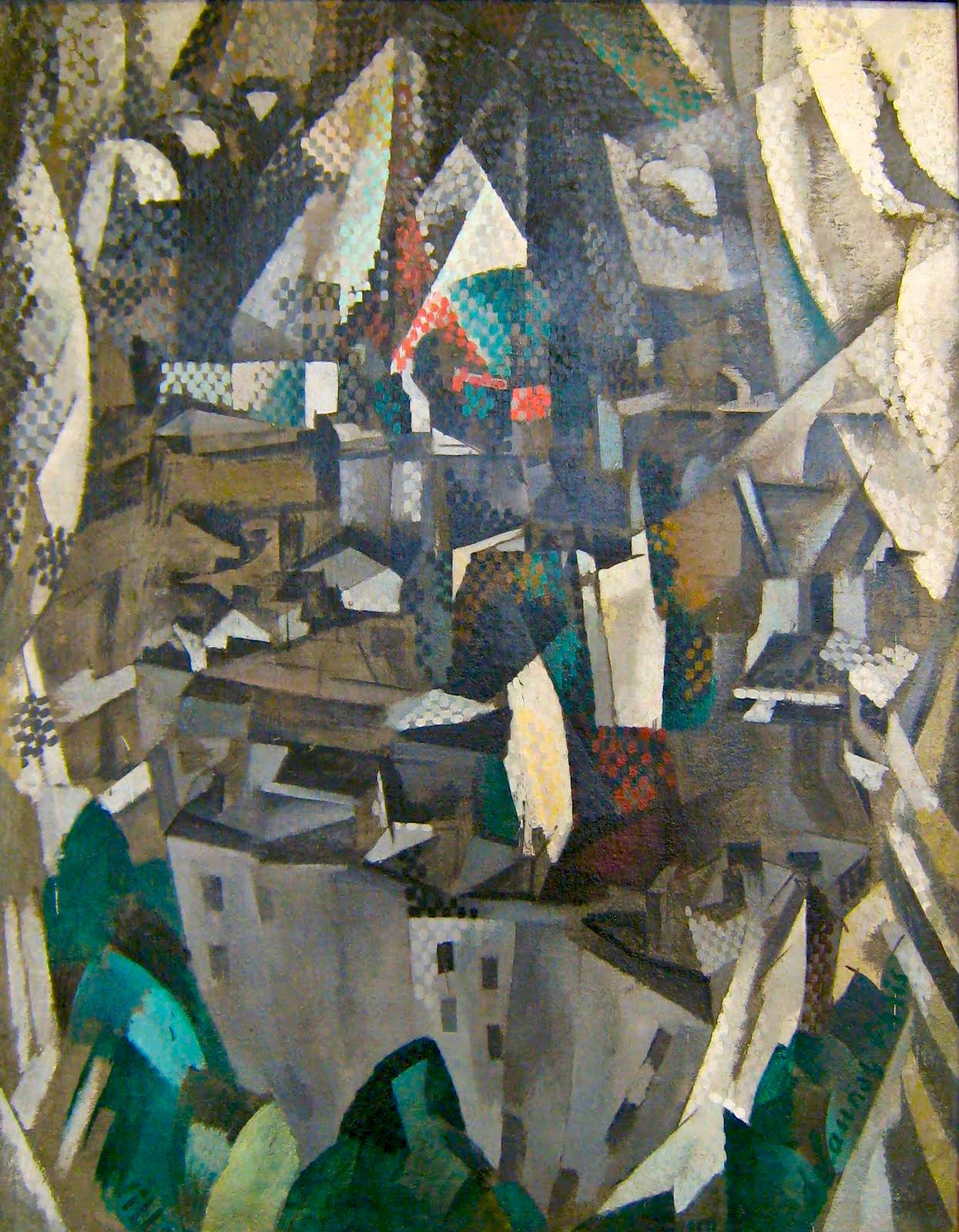
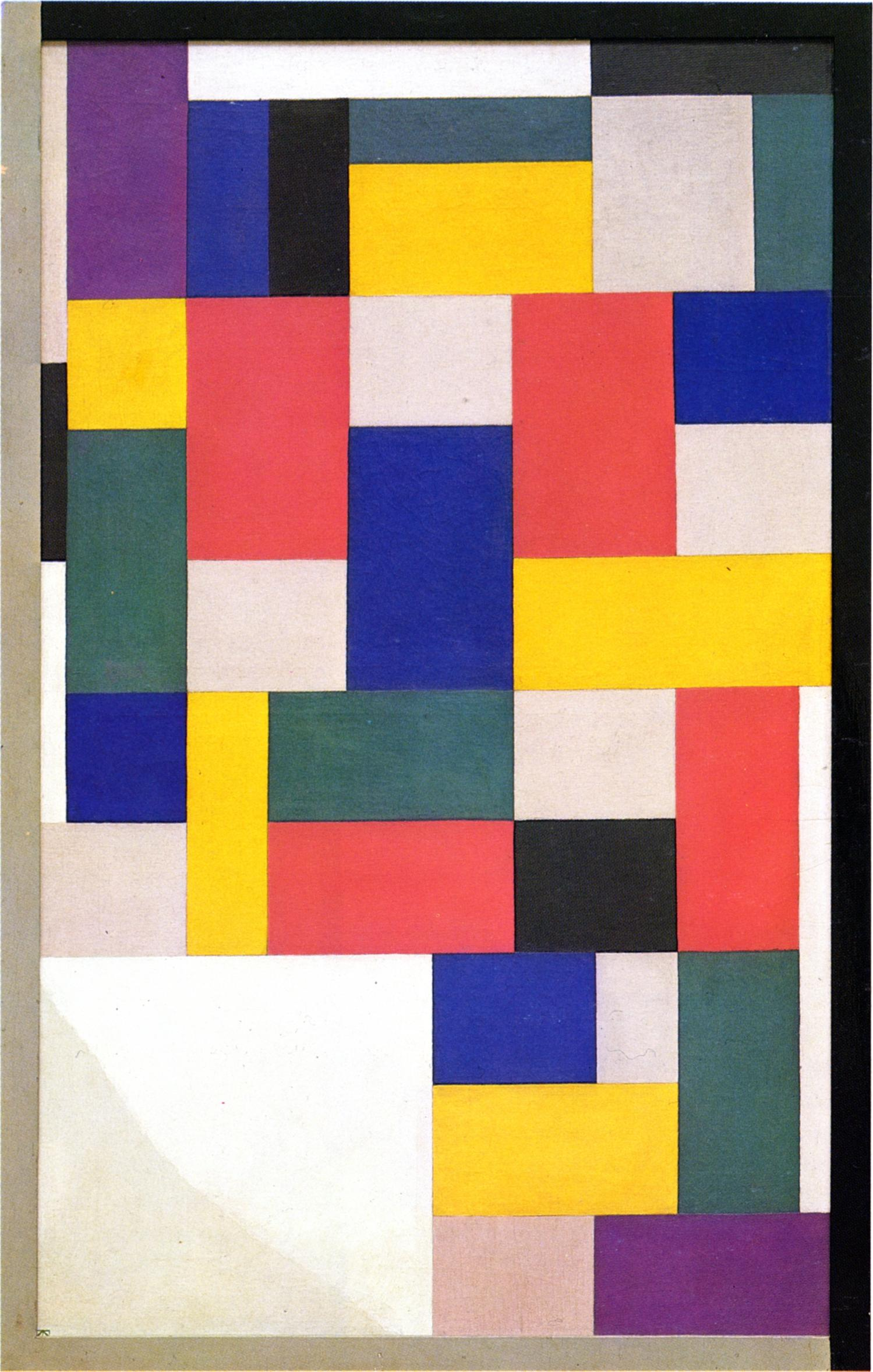